# Province de Trà Vinh
Trà Vinh (tʃɹàː vən, ) est une  province  du sud du Viêt Nam située dans la région administrative du delta du Mékong. Son chef-lieu est la ville du même nom.
À l’origine province cambodgienne, elle compte encore une forte minorité khmérophone et de nombreuses pagodes du bouddhisme du Theravāda. Son nom khmer est Preah Trapeang (ព្រះត្រពាំង Braḥ Trabāṃṅ /prĕah trɑpĕaŋ/), « l’étang sacré ».

## Administration
La province de Trà Vinh comprend une ville Trà Vinh et 7 districts:

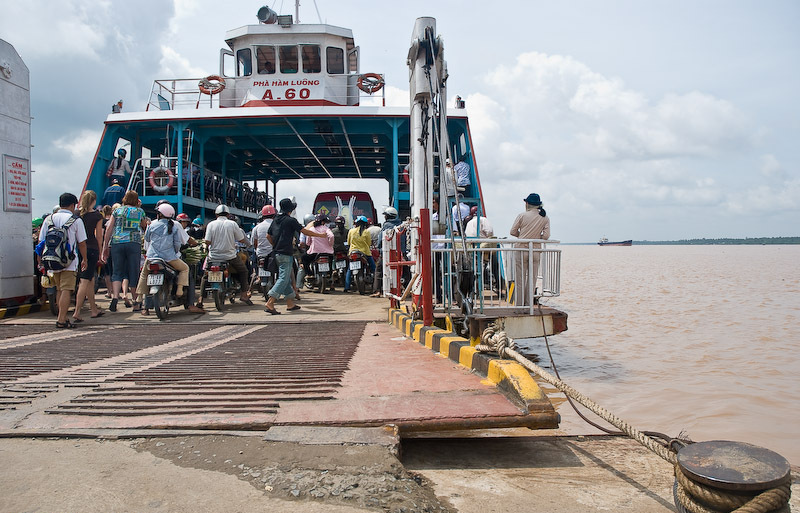
Un bac sur le Mékong dans la province de Trà Vinh (2008).

1. District de Càng Long
2. District de Châu Thành
3. District de Cầu Kè
4. District de Tiểu Cần
5. District de Cầu Ngang
6. District de Trà Cú
7. District de Duyên Hải

## Sources
1. ↑  Area, population and population density in 2012 by province, General Statistics Office Of Vietnam (lire en ligne)